# Topher Grace
Christopher John Grace, detto Topher (New York, 12 luglio 1978), è un attore statunitense.
È noto per aver interpretato Eric Forman, protagonista della sit-com That '70s Show, e per i ruoli di Eddie Brock / Venom in Spider-Man 3, Pete Monash in Appuntamento da sogno!, Carter Duryea in In Good Company, Edwin in Predators, Getty in Interstellar, Adrian Yates in American Ultra, e David Duke in BlacKkKlansman.

## Biografia
Christopher è figlio di John Grace (uomo d'affari) e Patricia ed ha una sorella, Jenny; cresciuto a Darien, nel Connecticut ha scelto di passare al nome Topher mentre frequentava la scuola superiore poiché non ne sopportava l'abbreviazione in Chris. In seguito ha frequentato la "Fay School", a Southborough nel Massachusetts, e la "Brewster Academy", a Wolfeboro nel New Hampshire, dove è stato notato dal produttore di That '70s Show (la cui figlia frequentava la stessa scuola) mentre recitava in uno spettacolo teatrale amatoriale.
Impersonò Eric Forman in That '70s Show, prodotto dalla Fox a partire dal 1998. Il successo ottenuto dalla sit-com lo rese famoso presso il pubblico televisivo; partecipò al progetto fino al 2005, quando lasciò la serie per dedicarsi alla propria carriera cinematografica. Nonostante la sua assenza, fu realizzata un'ottava e ultima stagione della sit-com nel 2006 (Grace vi partecipa come guest star non accreditata nell'ultimo episodio). Ottenne il ruolo di uno studente cocainomane che spinge la fidanzata verso il crack in Traffic, di Steven Soderbergh (2000), oltre a un cameo sia in Ocean's Eleven che in Ocean's Twelve, diretti sempre dello stesso regista (senza però comparire nei titoli di coda).
Nel 2002 doppia il personaggio di Lucignolo nella versione inglese del Pinocchio di Roberto Benigni, e nel 2003 appare in Mona Lisa Smile. Nel 2004 ebbe invece ruoli da protagonista in Appuntamento da sogno! e In Good Company in cui impersona un dirigente di una multinazionale ambizioso e turbato. Nel 2007 è Edward "Eddie" Brock Jr., che si trasformerà nel malefico Venom, in Spider-Man 3, diretto da Sam Raimi, un ruolo dark in contrasto con i personaggi positivi precedentemente interpretati. Nel 2010, è apparso nella commedia Appuntamento con l'amore insieme a Ashton Kutcher, e ha interpretato anche il personaggio di Edwin in Predators, il terzo capitolo della saga fantascientifica, uscito nell'estate 2010.
Nel 2011 ha co-scritto, co-prodotto ed interpretato la commedia retro sugli anni ottanta Take Me Home Tonight. In realtà il film fu girato nel 2007, ma a causa di problemi di distribuzione uscì nel 2011. Nello stesso anno ha recitato accanto a Richard Gere nel thriller di spionaggio, The Double. Nel 2018 torna sulle scene cinematografiche interpretando, nel film di Spike Lee BlacKkKlansman, il Gran maestro del Ku Klux Klan David Duke.

### Vita privata
Precedentemente fidanzato con l'attrice Ginnifer Goodwin, nel maggio 2016 si sposa con l'attrice e modella Ashley Hinshaw, a cui è legato sentimentalmente dal 2014; i due hanno avuto una figlia, Mabel Jane, nel novembre 2017 e un figlio nel 2021.
È inoltre padrino di James, figlio di Kyle Newman e Jaime King.

## Filmografia

### Cinema
- Traffic, regia di Steven Soderbergh (2000)
- Ocean's Eleven - Fate il vostro gioco (Ocean's Eleven), regia di Steven Soderbergh (2001) - cameo
- Mona Lisa Smile, regia di Mike Newell (2003)
- Appuntamento da sogno! (Win a Date with Tad Hamilton!), regia di Robert Luketic (2004)
- P.S. Ti amo (P.S.), regia di Dylan Kidd (2004)
- Ocean's Twelve, regia di Steven Soderbergh (2004) - cameo
- In Good Company, regia di Paul Weitz (2004)
- Spider-Man 3, regia di Sam Raimi (2007)
- Appuntamento con l'amore (Valentine's Day), regia di Garry Marshall (2010)
- Predators, regia di Nimród Antal (2010)
- Take Me Home Tonight, regia di Michael Dowse (2011)
- The Double, regia di Michael Brandt (2011)
- The Giant Mechanical Man, regia di Lee Kirk (2012)
- Big Wedding (The Big Wedding), regia di Justin Zackham (2013)
- The Calling - Vocazione omicida (The Calling), regia di Jason Stone (2014)
- Playing It Cool, regia di Justin Reardon (2014)
- Interstellar, regia di Christopher Nolan (2014)
- American Ultra, regia di Nima Nourizadeh (2015)
- Truth - Il prezzo della verità (Truth), regia di James Vanderbilt (2015)
- Opening Night, regia di Jack Henry Robbins (2016)
- War Machine, regia di David Michôd (2017)
- Under the Silver Lake, regia di David Robert Mitchell (2018)
- BlacKkKlansman, regia di Spike Lee (2018)
- Atto di fede (Breakthrough), regia di Roxann Dawson (2019)
- Irresistibile (Irresistible), regia di Jon Stewart (2020)
- Heretic, regia di Scott Beck e Bryan Woods (2024)
- Flight Risk - Trappola ad alta quota (Flight Risk), regia di Mel Gibson (2025)

### Televisione
- That '70s Show – serie TV, 180 episodi (1998-2006)
- Too Big to Fail - Il crollo dei giganti (Too Big to Fail), regia di Curtis Hanson – film TV (2011)
- Black Mirror – serie TV, episodio 5x02 (2019)
- Love, Death & Robots – serie TV, episodio 1x16 (2019)
- The Hot Zone - Area di contagio (The Hot Zone) – serie TV, 6 episodi (2019)
- Economia domestica –  serie TV, 42 episodi (2021-2023)
- That '90s Show – serie TV, episodio 1x01 (2023)
- The Waterfront – serie TV, 5 episodi (2025)

### Doppiaggio
- Kim Rossi Stuart in Pinocchio (2002), regia di Roberto Benigni - doppiaggio inglese[2]

## Doppiatori italiani
Nelle versioni in italiano delle opere in cui ha recitato, Topher Grace è stato doppiato da:
- Nanni Baldini in Traffic, Appuntamento da sogno!, P.S. Ti amo, In Good Company, Appuntamento con l'amore, Predators, Big Wedding, Truth - Il prezzo della verità, Irresistible
- Fabrizio Manfredi in Ocean's Eleven - Fate il vostro gioco, Ocean's Twelve, Spider-Man 3, Take Me Home Tonight, Too Big to Fail - Il crollo dei giganti, The Calling - Vocazione omicida, Interstellar, Atto di fede, The Hot Zone - Area di contagio, The Waterfront
- Paolo De Santis in Playing it Cool, Opening Night
- Sergio Luzi in That '70s Show
- Alberto Bognanni in Mona Lisa Smile
- Stefano Crescentini in The Double
- David Chevalier in Black Mirror
- Francesco Pezzulli in American Ultra
- Fabrizio De Flaviis in War Machine
- Raffaele Carpentieri in Under the Silver Lake
- Riccardo Rossi in BlacKkKlansman
- Alessio Cigliano in Heretic
- Emiliano Coltorti in Flight Risk - Trappola ad alta quota

Da doppiatore è sostituito da:
- Marco Materazzi ne I Simpson
- Stefano Crescentini in Love, Death & Robots